# 东京都立工业短期大学
东京都立工业短期大学（日语：／ Tōkyōtoritsu Kōgyō Tanki Daigaku *），简称都工短，是过去一所位于日本东京都品川区的公立短期大学。

## 概要

### 简介
- 学校最早可以追溯到1938年[1]。短期大学为于1954年开办[2]、由东京都经营。招生到1971年、停办于1975年[3]。

### 历史
- 1954年 东京都立工业短期大学成立并同时设置机械科。
- 1959年 机械科分离为两个专攻、以下列举。
  - 机械设计工作专攻
  - 生产工学专攻
- 1962年 电机专攻成立于机械科。
- 1963年 机械科电机专攻变更为电机工程学科[注 2]。
- 1964年 机械科机械设计工作专攻变更为两个专攻、以下列举。 
  - 机械设计专攻
  - 机械工作专攻
- 1968年 生产工学专攻变更为产品经理学科。
- 1971年 招生最后、次年停止招生（正式停办于1975年4月30日[3]）。

## 学校环境
- 校区：在了东京都品川区[注 1]

## 历任校长
- 清家正：第一代短期大学校长[4]。
- 奥野一夫：最后短期大学校长[5]。

## 组织

### 学科
- 机械科
  - 机械设计专攻
  - 机械工作专攻
- 电机工程学科[注 2]
- 产品经理学科

### 专科
| - 没有 |

### 业余课程
| - 没有 |

## 相关链接
- 日本短期大学列表
- 东京都立立川短期大学
- 东京都立商科短期大学
- 东京都立航空工业短期大学